# Synagoga Or Torah
Synagoga Or Torah (hebr. בית הכנסת אור תורה) – czynna synagoga w Akce, w Izraelu. Znajduje się przy ulicy 13 Kaplan Street.

## Historia

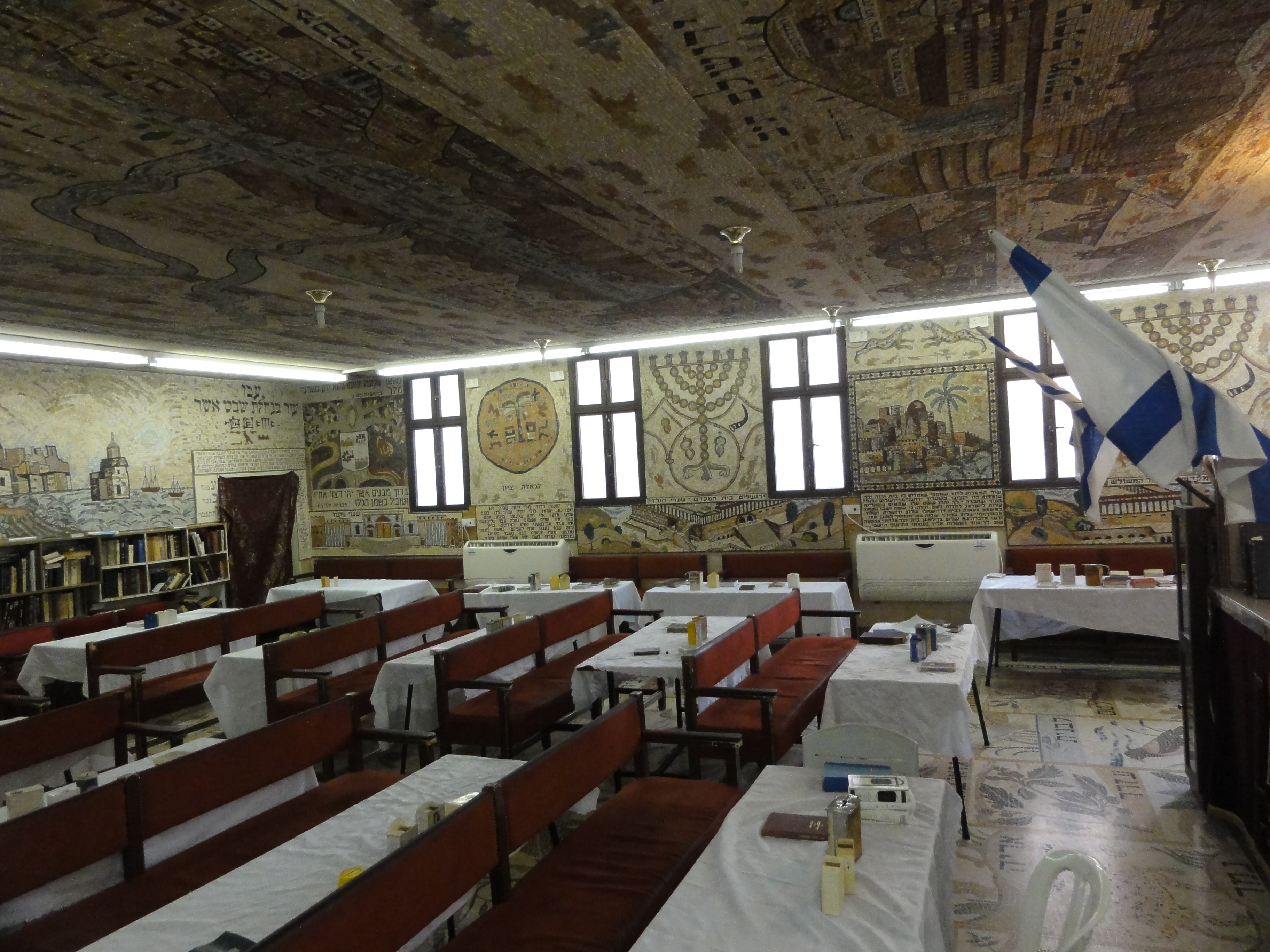
Wnętrze synagogi Or Torah

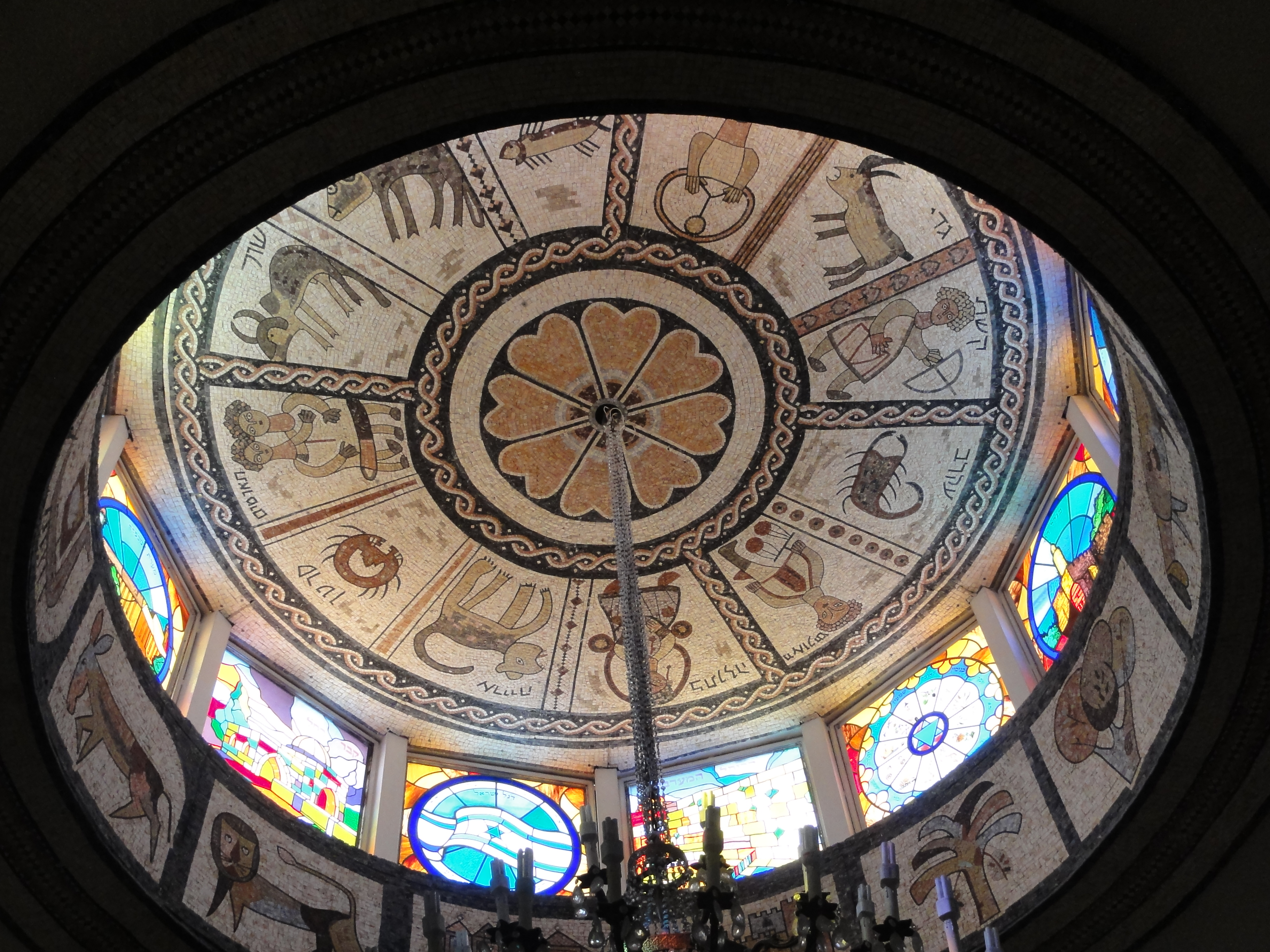
Kopuła synagogi Or Torah

Po I wojnie izraelsko-arabskiej do Izraela zaczęli masowo napływać żydowscy imigranci. W ten sposób w mieście Akka powstała duża społeczność Żydów tunezyjskich. Jeden z jej członków, Zion Badasche, miał marzenie wybudowania synagogi będącej wspomnieniem synagogi al-Ghariba na wyspie Dżerba w rodzinnej Tunezji. W tym celu zdecydowano się na przebudowę w 1955 roku centrum społeczności tunezyjskiej w Akce. Był to czteropiętrowy budynek położony na wschód od murów Starego Miasta Akki. Z biegiem lat do jego wewnętrznego wystroju dodawano kolejne kamienie mozaiki, które pokryły zewnętrzne i wewnętrzne ściany, sufit oraz podłogi. Wszystkie kolorowe kamienie są naturalne i pochodzą z różnych miejsc Ziemi Izraela.

## Architektura
Przy budowie synagogi wykorzystano liczne mozaiki wyprodukowane w kibucu Elon. Mozaiki na niższym piętrze przedstawiają dziesiątki ptaków i zwierząt, oraz starożytne motywy judaizmu, takie jak menory, szofar i instrumenty muzyczne używane w Świątyni Jerozolimskiej. Główna sala modlitewna posiada siedem szaf ołtarzowych na zwoje Tanach. Sala jest zwieńczona kopułą ozdobioną symbolami pokoleń Izraela. Na mozaikach podłogowych widnieją znaki zodiaku. Budynek posiada 140 witraży okiennych. 
Budynek posiada cztery kondygnacje: na pierwszej znajdują się sale imprezowe oraz pomieszczenia konferencyjne, drugą zajmuje sala modlitewna synagogi, trzecią zajęła galeria dla kobiet, natomiast czwartą wykorzystuje się jako salę wystawową itp. Galeria dla kobiet jest ozdobiona scenami biblijnymi.

## Nabożeństwa
W synagodze odbywają się regularne modlitwy, wykłady, ćwiczenia i różnorodne zajęcia edukacyjne. Jest ona zamknięta dla turystów w szabaty.